# 小行星9865
小行星9865（9865 Akiraohta）是一颗绕太阳运转的小行星，为主小行星带小行星。该小行星于1991年10月3日发现。

## 轨道参数
小行星9865的轨道半长轴为2.2049104 UA，离心率为0.216。